# Вірус Зіка
Ві́рус Зі́ка (англ. Zika virus, ZIKV) — вид вірусів роду Flavivirus (родина Flaviviridae), який переносять комарі роду Aedes. У людей він здатний породжувати захворювання, відоме як хвороба, яку спричинює вірус Зіка (англ. Zika virus disease — саме таку назву використовує ВООЗ в офіційних сповіщеннях), або гарячка Зіка, яку з 1950-х років зареєстровано в районах екваторіального поясу Африки та Азії. З 1 лютого 2016 року ВООЗ визнала цю хворобу такою, яка виявила здатність чинити серйозний вплив на здоров'я населення і може швидко поширюватися в міжнародних масштабах та увійшла до переліку подій, які спричинюють надзвичайну ситуацію в галузі охорони здоров'я на світовому рівні

## Актуальність
Детальніші відомості з цієї теми ви можете знайти в статті Пандемія хвороби, яку спричинює вірус Зіка.

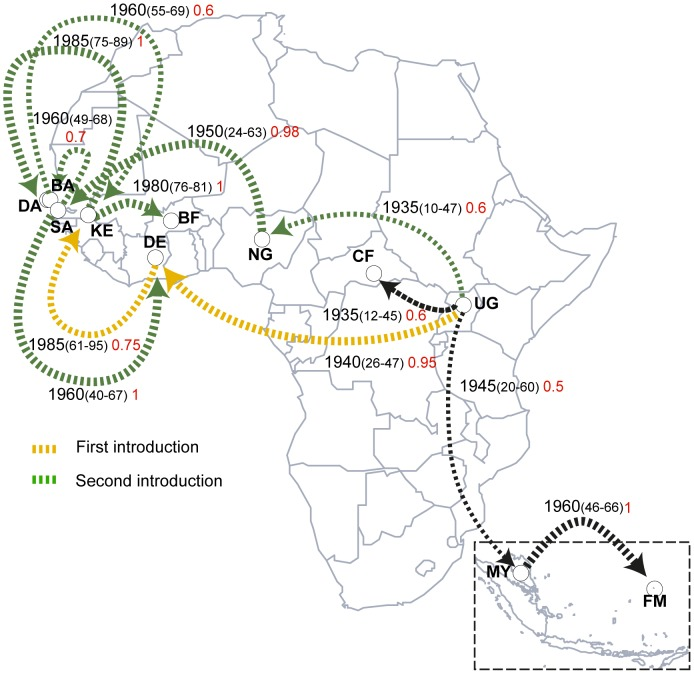
Схема поширення та еволюції вірусу Зіка.

У 2007 році вірус Зіка раптово поширився на схід через Тихий океан до Океанії — Французької Полінезії та острову Пасхи. Упродовж декількох років вірус вирував у Тихоокеанському регіоні. 2015 року досяг Південної та Центральної Америки, карибських країн і на сьогодні ставлять питання про можливість пандемії хвороби, яку спричинює вірус Зіка, хоча фахівці ВООЗ про це ще остаточно не вирішили. Захворювання нагадує легку форму гарячки денге, перебігає без необхідності серйозного лікування, і, на сьогодні, не може бути попереджено ані противірусними препаратами, ані специфічною вакциною. Хвороба, яку спричинює вірус Зіка, споріднена з жовтою гарячкою та гарячкою Західного Нілу, тому що їх спричинюють флавівіруси, що передаються комарами.
Під час епідемії у Французькій Полінезії виявили 73 випадки синдрому Гієна — Барре та інших неврологічних ускладнень серед 270 000 осіб, що може бути пов'язане з вірусом Зіка. Згідно зі сповіщенням ВООЗ, у Сальвадорі спостерігають незвичне збільшення кількості захворілих на синдром Гієна — Барре. Середньорічне число захворілих на цей синдром у цій країні складає 169. Але від 1 грудня 2015 року по 6 січня 2016 року зареєстровано вже 46 випадків цього ураження нервової системи, зокрема 2 смерті. Проводять комплекс різноманітних досліджень, в тому числі направлених на виявлення можливого зв'язку між синдромом Гієна — Барре й вірусом Зіка у цій країні.

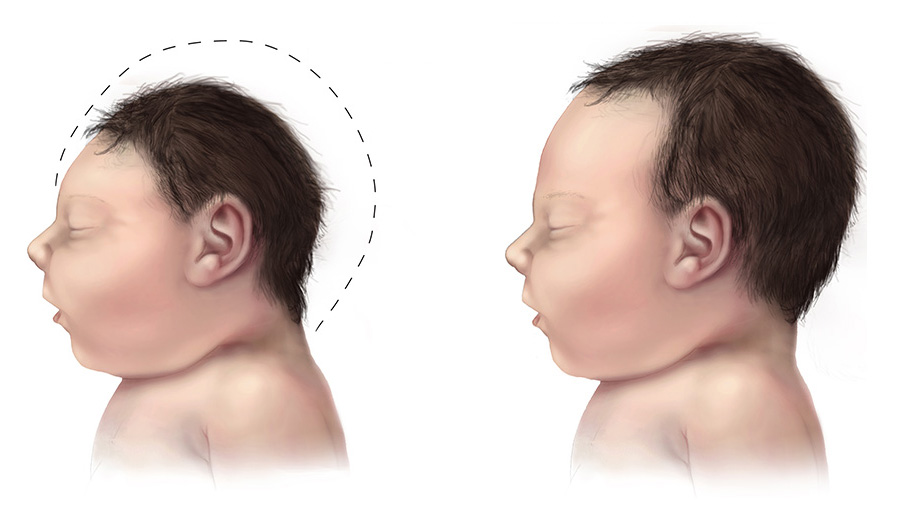
Порівняння змін голови у дитини з мікроцефалією (ліворуч) і нормального немовля (праворуч).

Європейський центр із запобігання і контролю захворювань у грудні 2015 року випустив публікацію на тему можливого зв'язку вірусу Зіка з вродженою мікроцефалією і синдромом Гієна — Барре. Зв'язок цієї хвороби з мікроцефалією у новонароджених, які народилися від інфікованих матерів, на даний час вважають найімовірнішим, про це свідчать результати розтину окремих померлих дітей з явищами мікроцефалії, проте фахівці з боротьби з поширенням інфекційних хвороб застерігають поки що від безапеляційних висновків про абсолютний зв'язок та наголошують на необхідності проводити подальші всеосяжні ґрунтовні комплексні дослідження. Друге засідання Комітету Міжнародних медико-санітарних правил 8 березня 2016 року обговорило питання можливого зв'язку між хворобою, яку спричинює вірус Зіка, та неврологічним розладом — синдромом Гієна — Барре і вродженою аномалією — мікроцефалією. Зазначено, що дедалі ймовірнішим вбачається між ними прямий зв'язок, але остаточний висновок робити ще зарано, тому Комітет і ВООЗ закликають до всеосяжного продовження наукових досліджень та їхньої інтенсифікації задля швидшого вирішення цього питання.
15 січня 2016 року відділ Центрів з контролю і профілактики захворювань (CDC) оприлюднив рекомендації для мандрівників по країнам, де зафіксовано випадки хвороби, яку спричинює вірус Зіка, включаючи рекомендації щодо прийняття особливих заходів безпеки і перенесення поїздки, якщо в ній немає термінової необхідності.
Детальніші відомості з цієї теми ви можете знайти в статті Хвороба, яку спричинює вірус Зіка.
На сайті Дитячого фонду (ЮНІСЕФ) Організації Об'єднаних Націй (ООН) 2 лютого 2016 року опубліковано інформацію, згідно з якою можливість розвитку мікроцефалії у плода вагітної жінки, яку інфіковано вірусом Зіка, поки не підтверджено, але й не спростовано. "Не дивлячись на те, що до сіх пір немає переконливих доказів причинно-наслідкового зв'язку між мікроцефалією та вірусом Зіка, досить занепокоєння, щоб гарантувати негайну дію, " — сказав доктор Хізер Паповіц, старший радник ЮНІСЕФ з питань охорони здоров'я надзвичайних ситуацій. «Ми повинні діяти швидко, аби забезпечити доступ до інформації жінкам і вагітним, необхідної, щоб захистити себе і своїх дітей, і ми повинні взаємодіяти з громадами з питань того, як зупинити комарів, передачу цього вірусу.» Там же наведено статистику виявлення випадків мікроцефалії у новонароджених в Бразилії: за даними фонду за період з 22 жовтня 2015 року по 26 січня 2016 виявлено 4 180 випадків, у той час протягом 2014 року — лише 147 випадків.

## Історія відкриття

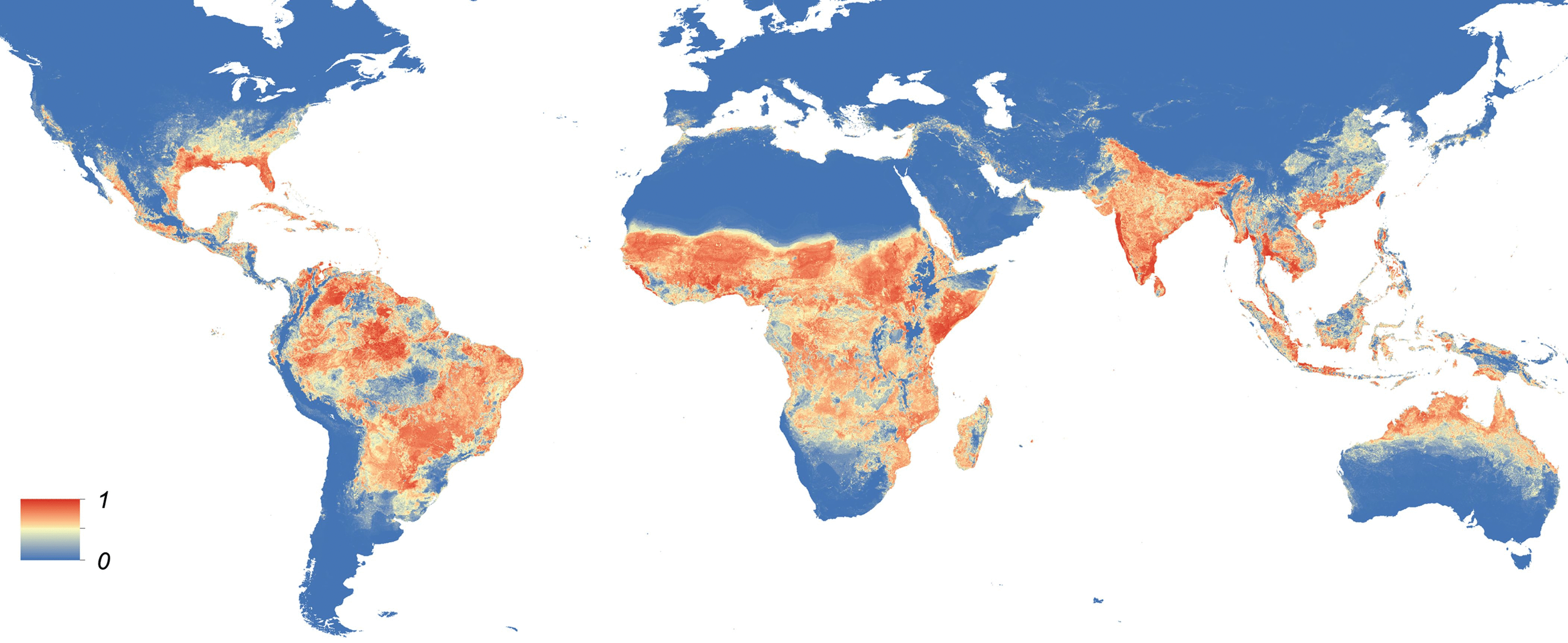
Мапа, яка відображає непряму ймовірність виникнення хвороби, яку спричинює вірус Зіка (синій = ймовірність відсутня, червоний = висока ймовірність). Мапа демонструє поширення в світі основного переносника хвороби — комарів Aedes aegypti.

Вперше вірус виділено 1947 року в макак-резусів у лісі Зіка, поблизу міста Ентеббе в Уганді. У 1952 році вірус вперше виділено від людини теж в Уганді. З того часу по 1981 рік були отримані численні свідоцтва того, що вірус має сталу циркуляцію серед людей в Африці й може спричиняти захворювання, докази чого отримали й в інших африканських країнах, таких як Танзанія, Єгипет, ЦАР, Сьєрра-Леоне, Габон, а також в деяких областях Азії, включаючи Індію, Малайзію, Філіппіни, Таїланд, В'єтнам та Індонезію.

## Будова
Подібно іншим флавівірусам, вірус Зіка має оболонку. Нуклеокапсид приблизно 25-30 нм в діаметрі з несегментованим, одноланковим, позитивно-спрямованим РНК-геномом. Він оточений мембраною з двошарової ліпідної оболонки, яка містить білки оболонки. Віріон приблизно сягає 40 нм в діаметрі з поверхневими виступами, які становлять приблизно 5-10 нм. Поверхневі білки розташовані в ікосаедричноподібній симетрії. Має дві некодуючі області, відомі як 5 'NCR і 3' NCR. Відкрита рамка зчитування вірусу Зіка має структуру 5'-С-PRM-Е-НС1-NS2A-NS2B-NS3-NS4A-NS4B-N S5-3'. Кодує поліпротеїни, які згодом розщеплюються в капсид (С), мембранний попередник (PRM), білок (Е) і неструктурні білки (NS). Білок Е складає більшість поверхні віріона і бере участь у зв'язуванні з клітинами хазяїна і злитті їх мембран. Білки НС1, NS3, NS5 є високомолекулярними білками, а білки NS2A, NS2B, NS4A і NS4B менші за молекулярністю, гідрофобні білки. Розташований в 3 'NCR фрагмент з 428-ми нуклеотидів можливо грає роль в трансляції, пакуванні РНК, циклізації, стабілізації геному і розпізнаванні. 5' NCR проводить трансляцію за допомогою метилованого нуклеотиду або геном-пов'язаного білка.
Разом з вірусом Спондвені утворює кладу Спондвені (англ. Spondweni) в роді Flavivirus.

## Фактори агресії
Адгезійні фактори (наприклад, адгезін рецептора тирозинкінази) сприяють інфекції.

## Філогенічні особливості вірусу
Філогенетичний аналіз показує, що вірус Зіка можна бути класифікувати на різні африканські та азійські родоводи; які вийшли зі Східної Африки в кінці 1800-х або на початку 1900-х років. Азійські родоводи виникли під час міграції вірусу з Африки в Південно-Східну Азію, де його вперше виявили в Малайзії. Звідти вірус Зіка поширився на острови Тихого океану, а потім до Нової Каледонії, острови Кука, острів Пасхи, а також до Північної і Південної Америки. Вивчення молекулярної еволюції вірусу Зіка на основі вірусних штамів, зібраних з 4-х країн в Західній Африці протягом 1947—2007 років, визначило кілька ділянок всередині генома вірусу, які перебували під сильним негативним тиском відбору. Ці дані свідчать про часті згубні зміни функціонально важливих генів і можливість їх рекомбінації, яка зустрічається дуже рідко серед інших флавівірусів. Наслідки цього спостереження вимагають подальшої оцінки щодо особливостей поширення вірусу в світі, існування можливого зоонозного резервуару, епідеміологічного потенціалу.

## Особливості поширення вірусу в організмі
Отримані свідчення, що проникнення вірус після укусу відбувається через фібробластів людської шкіри, кератиноцитів і незрілих дендритних клітин. Вважають також, що вірус спочатку інфікує дендритні клітини поблизу від місця потрапляння, потім поширюється у лімфатичні вузли і, врешті решт, поступає у кровотік. Флавівіруси зазвичай відтворюються у цитоплазмі, але антигени вірусу Зіка були знайдені в ядрах інфікованих клітин. Така особливість реплікації вірусу Зіка, яка є відмінною від інших флавівірусів, потребує подальшого вивчення для розуміння особливостей поширення вірусу в світі та його патогенезу.

## Передача вірусу до людей
Вірус Зіка передають активні протягом денного періоду комарі роду Aedes — Aedes aegypti і, рідше, так звані деревні комарі Aedes africanus, Aedes apicoargenteus, Aedes furcifer, Aedes hensilli, Aedes luteocephalus та Aedes vitattus. Тривалість набуття патогенності в організмі комарів становить приблизно 10 днів. Хребетні джерела вірусу — мавпи і люди, хоча питання про усі можливі джерела та резервуари інфекції достеменно не вивчено. До початку поширення, що почалося 2007 року, вірус Зіка «рідко спричиняв помітні „надлишкові“ захворювання у людини, навіть у високоендемічних районах».
У 2009 році Браян Фой, біолог з лабораторії з вивчення антропонозних інфекційних хвороб університету штату Колорадо заразив вірусом Зіка свою дружину статевим шляхом. Він відвідував Сенегал і вивчав комарів, деякі з них його кусали. Через кілька днів після повернення в США він відчув, що захворів, визначили, що це хвороба, яку спричинює вірус Зіка, але це сталося вже після незахищеного статевого контакту з дружиною. Згодом у неї з'явилися ознаки хвороби з нетривалою гарячкою, надмірною чутливістю до світла. Фой — перша відома людина, яка передала поширюваний комахами вірус іншій людині через статевий контакт, довівши, таким чином, можливість не тільки натуральної трансмісивної передачі, але й контактної статевої передачі.
У 2015 році РНК вірусу Зіка виявили в навколоплідних водах двох людських ембріонів, це показало, що вірус проникає через плаценту й може спричинити інфекцію у плода. 20 січня 2016 року вчені у штаті Парана (Бразилія) виявили генетичний матеріал вірусу Зіка у плаценті жінки, якій зробили аборт з приводу передбачуваної мікроцефалії її плода. Ця знахідка підтвердила той факт, що вірус може проникати через плаценту.

## Клінічні ознаки
Ознаки хвороби включають легкий головний біль, плямистий висип, нетривалу гарячку без виразної інтоксикації, нездужання, кон'юнктивіт і біль в суглобах. Тільки в однієї людини з п'яти проявлялися ознаки захворювання, відсутня летальність, проте справжній патогенний потенціал вірусу досі не відомий.

## Профілактика і лікування
На січень 2016 року не існує вакцини або противірусних засобів для запобігання захворювання. Гарячку можна полегшити, використовуючи парацетамол, тоді як аспірин та інші нестероїдні протизапальні препарати можна застосовувати тільки після виключення гарячки денге через можливий ризик виникнення кровотеч.

## Дослідження
Дослідники з університету Пурду були першими, кому в 2016 році вдалося сфотографувати структуру вірусу Зика. Використовуючи кріоелектронну мікроскопію, вони отримали зображення вірусу з роздільною здатністю в 3.8 ангстрема. 1 ангстрем -10 ^ -10 метра, ця одиниця традиційно використовується для вираження розмірів вірусів, молекул та інших мікроскопічних об'єктів. А в 2018 році, поліпшивши використовувані cryo-EM-технології, дослідники зробили знімок з роздільною здатністю в 3.1 ангстрема, що дозволило більш точно визначити атомарну структуру вірусу і виявити свого роду «кишені» на його поверхні, які можна використовувати при розробці і виробництві вакцини.